# Dico
Frederico Chimiti Neto  (Colatina, 12 de março de 1949), mais conhecido como Dico, é um ex-futebolista brasileiro que jogava como goleiro. Foi eleito pela imprensa esportiva do Pará, em 2000, como o maior de sua posição no futebol paraense no século XX, onde notabilizou-se pelas temporadas servindo o Remo.
Como remista, Dico chegou a ser o goleiro mais bem avaliado pela revista Placar no Brasileirão de 1972. Contudo, embora terminasse a competição com a média mais alta de notas, perdeu a Bola de Prata para Emerson Leão, por ter disputado uma partida a menos em relação ao mínimo então exigido pela premiação.

## Carreira de jogador

### Início
Nascido no interior do Estado do Espírito Santo, Dico começou a jogar no futebol do Distrito Federal, inicialmente no Colombo, em 1964. Destacou-se rapidamente, a ponto de naquele mesmo ano integrar partidas também da seleção brasiliense. Com o Colombo, foi vice-campeão de 1965 no campeonato distrital.
Seu clube seguinte foi o Rabello, com o qual viria a obter títulos distritais. Também com o Rabello, Dico esteve em 1967 em recordada vitória de 4–1 sobre o Goiás, pela Taça Brasil daquele ano, e em excursão ao Pará. Embora sua estatura de 1,75m fosse considerada baixa para um goleiro, chamou a atenção em duelos contra a dupla Remo e Paysandu.
Dico ainda permaneceu mais uma temporada no Rabello, participando da Taça Brasil de 1968, e ainda jogou um período no Uberaba. Em 1970, chegou ao Pará indicado ao Paysandu, mas a falta de interesse do clube acabou se desdobrando na contratação de Dico pelo Sport Belém. Com Dico no gol, o Sport veio a ser o único time a vencer em 1970 o campeão estadual daquele ano (encerrado apenas em 1971), a Tuna Luso, derrotada no estádio Francisco Vasques por 2–1 pela 10ª rodada.
O destaque com o Sport reaproximou Dico do Paysandu, com quem chegou a se apalavrar em 1971, em negociação conduzida pelo dirigente alviceleste Raúl Aguilera. Contudo, a necessidade de uma viagem de Aguilera à Argentina, seu país natal, não permitiu a conclusão da transferência. O Remo, por intermédio do dirigente Fernando Pinto, aproveitou a oportunidade e contratou o goleiro para 1971.

### Os títulos do Norte e Norte-Nordeste
Dico não obteve titularidade imediata; nos primeiros cinco clássicos com o Paysandu ocorridos em 1971, entre abril e setembro, os goleiros remistas foram alternados entre Jorge e François. Dico disputou em 3 de outubro seu primeiro Re-Pa, válido pelo jogo-extra que decidiu o segundo turno do estadual de 1971. A vitória azulina por 2–1 assegurou o título do turno ao "Leão" e forçou uma série de melhor-de-três para definir o título estadual. Dico atuou em todos os três jogos da série, ao longo do mesmo mês: os dois primeiros terminaram em 0–0 e, no terceiro, o rival comemorou vitória de virada por 3–2, marcante por ser a única vez na história dos Re-Pas em que a equipe que começou perdendo de 2–0 terminou vitoriosa. Àquela altura, o Paysandu possuía 25 títulos estaduais, contra 21 do Remo.
Ainda em 1971, o Remo conseguiu uma primeira desforra: entre a segunda quinzena de outubro e a primeira quinzena de novembro, realizou-se um grupo estadual com Paysandu, Tuna Luso e Sport Belém pelo edição inaugural da Série B do Brasileirão; apenas o líder avançava. Inicialmente, o Remo ficou no 0–0 no clássico com a Tuna e foi derrotado por 1–0 no Re-Pa. Após esses dois primeiros jogos, o cargo de técnico deixou de ser de Dequinha para ser do goleiro François. O Remo então venceu por 4–0 e por por 1–0 o Sport Belém, empatou em 0–0 com a Tuna e venceu por 2–0 novo Re-Pa. Dico esteve em ambos os Re-Pas válidos pela seletiva.
Adiante, o Remo foi proclamado campeão do Norte ao vencer o líder do grupo amazonense, a Rodoviária: 1–0 em Belém e 4–1 dentro de Manaus levaram os paraenses a, por sua vez, definirem o Taça Norte–Nordeste de 1971 com o campeão nordestino daquele ano, o Itabaiana. Dico e colegas seguraram o 0–0 em Aracaju e venceram por 2–0 em Belém. Essa conquista classificou o Remo (ainda treinado pelo próprio goleiro François) à decisão da Série B com o vencedor do zonal Centro-Sul, o Villa Nova, vencedor de dois dos três jogos decisivos. No terceiro, os paraenses abriram o placar, mas Dico não pôde evitar dois gols de pênalti que resultaram na virada para 2–1 para os mineiros e o vice-campeonato.

### A Bola de Prata de 1972
Em 1972, o Remo inicialmente venceu o primeiro turno do campeonato paraense daquele ano, em Re-Pa recordado especialmente pelos tumultos: na vitória azulina por 2–0 no estádio Francisco Vasques, os artilheiros de cada lado terminaram expulsos - o remista Alcino, por exibir a genitália à torcida rival após marcar o primeiro gol, e o bicolor Bené, por protestar contra suposta irregularidade no segundo gol. Dico também precisou ser retirado, por lesão que gerou paralisação de doze minutos e a necessidade do meio-campista Tito ser improvisado no lugar de Dico no gol. Porém, na sequência do torneio o rival venceu o segundo turno e, nas finalíssimas, tornou-se novamente campeão, em outro clássico polêmico, em que refletores do Baenão foram desligados e as redes, retiradas antes de serem religados, sujeitando-se à busca das redes da Curuzu para o jogo prosseguir.
Apesar dos Paysandu ter sido o campeão paraense tanto em 1971 como em 1972, o Remo foi o primeiro clube do Pará contemplado com convite da Confederação Brasileira de Desportos para disputar o formato moderno do Brasileirão, para a Série A de 1972. O clube fez campanha elogiada, derrotado somente cinco vezes em vinte partidas, nas quais sofreu vinte gols. O setor defensivo destacou-se em especial, rendendo a Bola de Prata ao lateral-direito Aranha  e revelando também o reserva deste, Nelinho. Outros membros da retaguarda azulina, os zagueiros Dutra e Mendes também foram listados em dezembro entre os dez melhores de suas posições naquele Brasileirão pela Placar, em júri que incluía o então jornalista Hélio Gueiros, ao passo que o lateral-esquerdo Cuca figurava entre os dez principais de sua posição em novembro.
Tal como Aranha, Dico recebeu a nota mais alta da revista Placar dentre os jogadores da posição dele, e chegou a ser anunciado como vencedor. Porém, enquanto o lateral recebeu a premiação, o goleiro veio a, na véspera do embarque para busca-la, ser desconvidado pela revista, sob justificativa de que precisaria ter jogado pelo menos 22 partidas. Dico jogou as dezoito primeiras e as três últimas; Luís Fernando, seu reserva imediato, foi o goleiro empregado seguidamente da 19ª à 22ª rodadas. Enquanto jogou, Dico só foi substituído uma vez, dando lugar a Luís Fernando no decorrer de vitória de 4–0 sobre o Santa Cruz, no 13º compromisso dos paraenses.
A exigência do regulamento para que os postulantes ao prêmio estivessem em 22 partidas já constava na edição publicada em 3 de novembro de 1972 (na qual Dico ainda estava em terceiro colocado entre os goleiros, abaixo de Emerson Leão e do então líder Renato), a ponto de as notas serem acompanhadas pelo informativo "leia o regulamento e entenderá por que alguns jogadores deixaram de figurar na Bola de Prata. (...) Qualquer jogador que, a partir de determinada rodada, não mais puder completar o número mínimo de jogos exigidos para ganhar a Bola de Prata, terá seu nome eliminado da relação semanal dos melhores". A 18ª partida seguida com Dico ocorreu cinco dias depois daquela publicação, ocasião em que foi derrotado por 2–0 em Belém para o futuro campeão Palmeiras, em 8 de novembro.
Por conta de lesão, Dico veio a ser poupado das quatro partidas seguintes. Essa medida, somada ao aparente desconhecimento do regulamento, renderia críticas na torcida aos diretores do clube. Na edição publicada em 15 de dezembro de 1972, Leão já liderava com média de 7,80 enquanto Dico possuía 7,77. Desempenhos ruins de Leão nos jogos finais fizeram então que sua média acabasse abaixo do concorrente, que, contudo, já não tinha como preencher o requisito de mínimo de jogos - de acordo com o esclarecimento prestado em janeiro de 1973 pela revista:
| “ | Uma exigência indispensável: para ganhar o mais cobiçado troféu do esporte brasileiro, o atleta teria que participar de pelo menos 22 partidas durante o Nacional. A regra é da maior justiça, pois se não houvesse um número mínimo de partidas, a intensidade do teste seria maior para uns e menor para outros. Mas ela fez pelo menos uma vítima: o goleiro Dico, do Remo, que obteve uma nota altíssima, mas só jogou 21 vezes. O ganhador, na posição de goleiro, foi Leão, do Palmeiras. Afinal, houve justiça também nisso. Leão fez, quase até o fim, uma campanha perfeita. Só claudicou no finzinho (jogos contra o São Paulo e o Internacional), quando os responsáveis pelas notas foram implacáveis, desalojando-o do primeiro posto. Mas em favor de outro bom goleiro, que já não tinha condições de ganhar. | ” |

No Brasileirão de 1972, cada time jogou ao menos 25 partidas, o que foi o caso do Remo. As equipes classificadas à segunda fase de grupos completaram 28 jogos, os semifinalistas chegaram a 29 e os finalistas Palmeiras e Botafogo realizaram 30. Em edições futuras da Bola de Prata, a Placar chegou a atenuar a exigência de mínimo de jogos; se para 1972 era preciso estar em 22 de pelo menos 25 partidas possíveis, houve posteriormente premiações como a do lateral-direito Pavão, do São Paulo, em 1994 - de vitória contestada por anos pelos concorrentes Cláudio e Índio, que reclamavam por ter jogado muito mais partidas: dos 27 jogos feitos pelo São Paulo naquele campeonato, Pavão esteve em 16; e a do meio-campista Marcelinho Carioca em 2003, a render inclusive reportagem de título "jogou pouco, mas jogou muito", em referência a ele ter participado de somente 18 dos 46 jogos do Vasco da Gama antes de troca-lo, no decorrer do torneio, pelo futebol da Arábia Saudita. Naquele ano, a Placar exigia que cada postulante à Bola de Prata jogasse no mínimo trinta por cento das rodadas possíveis.
Apesar de Dico não ter sido contemplado com a Bola de Prata de 1972, na época a repercussão chegou a propiciar negociação com o Bahia, com o qual chegou a disputar uma partida. Contudo, sua baixa estatura causou desconfianças e terminou devolvido.

### Primeiro tricampeonato
Em 1973, o Remo encerrou jejum que durava desde 1968 no campeonato paraense. Com Dico em doze dos treze jogos (o veterano François esteve em uma partida, em 2–0 sobre o Liberato de Castro), o clube foi campeão de modo invicto, ganhando ambos os turnos e sofrendo somente três gols. Considerando-se amistosos, Dico também participou de seis dos oito Re-Pas daquele ano, perdendo somente um, válido por troféu amistoso em Santarém. A partir daquele ano, o Remo acumularia 23 clássicos seguidos de invencibilidade, que superavam treze juntados pelo rival em 1970 e seriam a melhor marca histórica até na década de 1990 ocorrer uma sequência de 33, também favorável ao "Leão".
No Brasileirão de 1973, o Remo fez nova campanha elogiada a seu porte, como 22º colocado de 39 equipes. O setor defensivo foi novamente a parte mais forte, sofrendo exatos 28 gols em 28 jogos. Dico esteve outra vez entre os goleiros mais bem avaliados na Bola de Prata, dividindo a quinta colocação no fim de setembro.
Mantendo a base de 1973, o clube foi em 1974 bicampeão estadual seguido e novamente de modo invicto, com Paulinho de Almeida de treinador. Gelson foi o goleiro azulino em quatro dos cinco primeiros jogos, período em que a única exibição de Dico foi um marcante 10–1 no Sacramenta. Ele então esteve seguidamente do sexto ao décimo oitavo e último jogo da campanha. Nas treze partidas em que jogou, Dico não foi vazado em dez delas. Participou de nove dos dez Re-Pas do ano, permanecendo invicto e sofrendo somente três gols - um deles, de Bené (que não evitou vitória azulina por 2–1), encerrou 1.050 minutos que Dico acumulava sem sofrer gols de qualquer oponente, um recorde.
Desde o início da década de 1950 o Remo não conseguia ter dois títulos estaduais seguidos. Em 1975, o clube, novamente de modo invicto, sagrou-se tricampeão paraense, dessa vez com Paulo Amaral de treinador. Dico esteve em todas as dezenove partidas do título de 1975, sofrendo sete gols; ao longo do tricampeonato seguido, o clube sofrera uma única derrota em 49 jogos. Paulo Amaral também influenciou em nova postura ao goleiro, orientando-lhe a sair mais da área, inspirado no estilo demonstrado por Jan Jongbloed na Copa do Mundo FIFA de 1974. Mantendo seis horas diárias de treinos individuais, Dico conseguiu desempenhar-se bem a despeito do receio de gols de cobertura que poderia encorajar, inclusive pela baixa estatatura. Não sofreria nenhum desse tipo.
Considerando-se amistosos, Dico esteve em sete dos oito Re-Pas de 1975 e não foi derrotado, sofrendo três gols. Ainda em 1975, o clube fez outra participação elogiada no Brasileirão. Na edição daquele ano, foi derrotado cinco vezes em vinte partidas, que incluíram recordado 2–1 dentro do estádio do Maracanã sobre o Flamengo. Dico esteve na vitória sobre a equipe de Zico, no que foi o primeiro triunfo de um time paraense obtido naquele estádio sobre o Flamengo. Reputava uma defesa efetuada ali como a melhor da carreira: "a gente estava ganhando e o Flamengo fazia uma pressão terrível. Aí o Zico deu uma bomba da intermediária e me pegou no contrapé. Ainda consegui espalmar, com a maior dificuldade, e a bola caiu  no pé do Luisinho, na pequena área. Ele fuzilou, mas eu já estava em cima e consegui reabter de novo. E de novo o Luisinho pegou o rebote. Eu estava no chão quando ele chutou, por cima de mim; levantei o braço, no susto, e mandei a bola para córner".

### Segundo tricampeonato
Em 1976, o Remo negociou seu artilheiro Alcino ao Grêmio e, desfalcado do atacante, viu o Paysandu encerrar a série de 23 jogos seguidos de invencibilidade remista no Re-Pa bem como acabar como campeão paraense daquele ano. Ainda assim, naquele ano Dico estreou pela seleção paraense, com a qual chegou a realizar três partidas - a última, em 1978.
Dico esteve nos nove Re-Pas ocorridos em 1976 - outro não foi realizado por W.O. cometido pelo Remo. Derrotado outras três vezes no primeiro semestre pelo rival, o Remo recuperou-se com vitória de 5–2 pelo Brasileirão daquele ano, em setembro, no clássico paraense de mais gols ocorrido na primeira divisão nacional. Esse resultado também encerrou 31 jogos de invencibilidade total do "Papão".
O Remo foi campeão paraense de 1977 com Dico jogando as 23 partidas da campanha, com uma única derrota e tendo onze gols sofridos. Porém, considerando-se Re-Pas amistosos, como válidos pelo Torneio Pará-Maranhão e por Torneio Internacional realizado em Paramaribo (Suriname), o goleiro atuou em dez clássicos e sofreu quatro derrotas (e dez gols), além de quatro empates e três derrotas. Assim, ao fim do ano, para o Brasileirão de 1977 a diretoria requisitou junto à Tuna Luso o empréstimo de Edson Cimento, curiosamente outro goleiro de 1,75m de altura.
A ideia do treinador Joubert Meira era de revezar Dico e Edson, mas o reforço sobressaiu-se a ponto de terminar contemplado inclusive com a Bola de Prata dada pela revista Placar ao melhor goleiro do Brasileirão de 1977, que encerrou-se já no ano de 1978. O Brasileirão de 1978 foi iniciado imediatamente, ainda no primeiro semestre; o empréstimo de Edson foi continuado, sendo ele o titular da campanha nacional azulina que terminou em 35º de 74 times. Para o campeonato paraense de 1978, transcorrido a partir de setembro, Dico retomou a posição, com o retorno do concorrente à Tuna. Ambos tiveram relação cordial ("Edson é um goleiro excepcional. Não tenho mágoas. O que aconteceu é uma contingência do futebol - ele teve a oportunidade e soube aproveita-la bem. Eu aguardo a minha", frisou Dico à própria Placar), a ponto de posarem juntos com a Bola de Prata,  que, negada a Dico anos antes, fora ganha por Edson.
No bicampeonato seguido, Dico ausentou-se de somente uma das dezesseis partidas. O Remo sofreu somente sete gols e foi campeão de modo invicto, em estadual histórico por ter sido o primeiro disputado no recém-inaugurado Mangueirão. O goleiro também esteve em cinco dos seis Re-Pas realizados no ano, sem ser derrotado e sofrendo somente dois gols. Embora a série de títulos na década de 1970 ainda não evitasse que o Paysandu possuísse ainda um título paraense a mais (27 contra 26 ao fim de 1978), o melhor momento nos clássicos já fazia o Remo superar o rival em vitórias no duelo; em 1969, o Paysandu possuía então dois triunfos a mais, mas na ocasião do clássico de número 500, em 27 de maio de 1979, o "Leão" já somava 174 vitórias contra 166 do "Papão".
Para o campeonato de 1979, o estadual voltou a se realizar no primeiro semestre. A reação do Paysandu após o Remo vencer o primeiro turno foi contratar o astro Dadá Maravilha, que inclusive estreou no Re-Pa de número 499, rendendo um recorde de público nunca superado no Mangueirão. Dario marcou em Dico o gol do empate em 1–1, resultado que não impediu que o Remo eventualmente vencesse também o segundo turno. Ainda assim, a vinda de Dadá gerou repercussão nacional inédita ao torneio paraense, cujo regulamento de 1979 previa a realização de quatro turnos e ainda um quadrangular final. O rival venceu o terceiro e o quarto turnos, mas no Re-Pa decisivo pelo último jogo do quadrangular final terminou derrotado de virada por 2–1.
Em meio aos 22 jogos da campanha que valeu o tricampeonato, Dico chegou a ser figura ausente ao longo de treze partidas seguidas (entre meados de abril até o início de agosto), com Iane e Pedrinho alternando-se no gol azulino nesse intervalo. Dico participou assim de quatro dos sete Re-Pas de 1979, perdendo somente um, justamente na partida em que reaparecia da inatividade - na final do quarto turno. Foi também a única derrota sofrida pelo goleiro no estadual de 1979; nele, o Remo, novamente treinado por Paulo Amaral (a partir da terceira rodada), também igualou-se em títulos ao Paysandu, com ambos passando a ostentar 27 troféus paraenses.
A repercussão de um título marcado por reviravoltas e pelo recorde de gols do atacante remista Bira rendeu a negociação deste com o Internacional, com o qual integrou o elenco colorado vencedor do Brasileirão de 1979. O Remo, por sua vez, fez campanha discreta sem Bira, vencendo somente duas partidas em uma tumultuada participação de 78º lugar, simbolizada pelo pedido de demissão de Paulo Amaral após o treinador ter agredido uma repórter nos vestiários do Mangueirão.

### Final da carreira e depois dela
Em 1980, Dico disputou os três primeiros dos cinco Re-Pas do ano, com uma derrota, um empate e uma vitória. Adiante, o Paysandu terminou vencendo o estadual daquele ano. No Brasileirão de 1980, embora o clube sofresse quatorze gols em quinze jogos, terminou rebaixado.
Dico seguiria no Remo até 1981, mas já sem a titularidade: Reginaldo esteve em todos os Re-Pas daquele ano, cujo estadual foi novamente vencido pelo rival. Ao longo do seu auge no Remo, Dico chegara a receber sondagens de Vasco da Gama, Botafogo e Guarani, sem que as sondagens avançassem. Em 1982, disputou a segunda divisão com o Sampaio Corrêa, no primeiro semestre; e por fim teve breve retorno ao futebol do Distrito Federal, defendendo o Taguatinga.
Após parar de jogar, reestabeleceu-se em Belém. Chegou a ter novo trabalho no Remo entre 1988 e 1989, como treinador das categorias de base. Na capital paraense, tornou-se empresário de renome, no setor de supermercados, com o Grupo Mais Barato, a abrigar inclusive confraternizações com ex-colegas de Remo. Em 1976, Dico já havia antecipado à revista Placar que "aqui todo mundo já me conhece e estou com a vida arrumada, até com planos para quando deixar o futebol".
Em 2001, foi eleito pela imprensa esportiva paraense como o maior goleiro do século XX que o futebol local teve. Foi em um júri formado pelo Diário do Pará por 21 cronistas esportivos paraenses com mais de 50 anos de idade. O time imaginado foi configurado com Dico, Oliveira, Dutra, Socó e Cuca; Natividade, Quarentinha e China; Manoel Maria, Alcino e Neves, treinados por Miguel Cecim. Cerca de vinte anos depois, em 2020, quatorze dos eleitores seguiam vivos e foram novamente consultados. Deles, somente três entenderam pertinente fazer alterações, mas mesmos estes não retiraram Dico da escalação.
Em 2020, a torcida deu-lhe 31% dos votos em eleição promovida pelo Remo para escolher o goleiro do time remista dos sonhos. Dico venceu Edson Cimento (28%) e Julio Véliz (cerca de 4%), recordista de partidas pelo clube, mas ficou abaixo dos 37% dirigidos a Clemer.

## Títulos

### Rabello
- Campeonato Brasiliense: 1966 e 1967

### Clube do Remo
- Torneio Norte–Nordeste: 1971
- Torneio do Norte: 1971
- Campeonato Paraense: 1973, 1974, 1975, 1977, 1978 e 1979